# Le Masque d'horreur
Le masque d'horreur este un film de groază francez din 1912 regizat de Abel Gance și cu actorul Édouard de Max în rolul principal.

## Prezentare
Un tânăr sculptor este obsedat de ideea de a imprima în lut o „mască de groază” a unui om aflat pe moarte. Numeroasele sale teste nu au adus rezultatul dorit. De aceea, el ia o doză letală de otravă și modelează o „mască” urmărindu-și propria față în oglindă.

## Distribuție
- Édouard de Max
- Charles de Rochefort
- Florelle (men. ca Mlle Rousseau)
- Mathilde Thizeau
- Jean Toulout - Ermont